# Каплиця Товариства рятування на воді
Каплиця Товариства рятування на воді — колишня православна каплиця в Києві на Поштовій площі; збудована 1900 року та знищена у 1920-ті—1930-ті роки. Стояла на березі Дніпра на початку Набережного шосе, приблизно на місці Річкового вокзалу.

## Історія храму
З початку 1890-х років у Києві діяв Київський округ Імператорського Російського товариства рятування на водах. Це Товариство опікувалось облаштуванням купалень на Дніпрі та наданням організованої допомоги тим, хто потерпає на воді, зокрема, утримувало низку рятувальних станцій. У 1900 році Товариство влаштувало на Поштовій площі, біля пристані пункт надання медичної допомоги постраждалим і каплицю для відспівування тих, кого не встигли врятувати. Проєкт каплиці розробив архітектор Володимир Безсмертний. Це була невелика дерев'яна на цегляному підмурку, квадратна у плані споруда, зведена згідно настанов Синоду у псевдоросійському стилі: з шатровим завершенням і різьбленим дерев'яним декором. Каплиця стояла на невеликому спеціально обладнаному майданчику на схилах Дніпра, навколо був облаштований сквер.
За радянських часів, у 1920-х — на початку 1930-х років (точна дата невідома) каплицю розібрали.